# Schwarzschulter-Abendsegler
Der Schwarzschulter-Abendsegler (Nycticeius humeralis) ist eine Fledermausart aus der Gattung der Amerikanischen Abendsegler, welche in Nordamerika beheimatet ist. Der Name setzt sich aus dem Griechischen Nycticeius (= „zur Nacht gehörend“) und dem lateinischen humeralis (= „den Oberarm betreffend“) zusammen.

## Beschreibung
Der Schwarzschulter-Abendsegler besitzt eine haarlose Nase, ausgeprägte Drüsen an der Schnauze, einen kurzen, abgerundeten Tragus, der leicht nach vorne geneigt ist, und relativ dicke, ledrige Ohren von 11 mm Länge. Der Schädel ist kurz und breit. Der Unterarm ist 34 bis 38 mm lang, der Schwanz 36 bis 41 mm, und die Gesamtlänge beträgt 88 bis 105 mm. Die Fellfarbe ist braun mit einer helleren Bauchseite. Die Haare auf dem Rücken weisen eine aschgraue Spitze auf.

## Lebensweise
Nycticeius humeralis ist wie die meisten Fledermäuse nachtaktiv. Die Art ernährt sich hauptsächlich von Käfern, Motten und Zwergzikaden. 14,2 % (in Indiana) – 23,5 % (in Illinois) der Nahrung von Nycticeius humeralis besteht aus dem Maiswurzelbohrer Diabrotica undecimpunctata, einem wichtigen Schädling der Landwirtschaft.
Tagsüber findet man den Schwarzschulter-Abendsegler in Gebäuden und Baumspalten, jedoch nicht in Höhlen. Während der Wintermonate ist Nycticeius humeralis im nördlichen Verbreitungsgebiet komplett abwesend, was nahelegt, dass diese Art zu den migrierenden Fledermäusen gehört, welche im Süden überwintern. Im Herbst fressen sich die Tiere in Vorbereitung auf die Wanderung Fettreserven an. Dabei ist der hohe energetische Wert des Fetts analog zum Fett ziehender Vogelarten.
Die wichtigsten Fressfeinde des Schwarzschulter-Abendseglers sind Hauskatzen, Waschbären und Erdnattern.

## Fortpflanzung
Die meisten Weibchen sind jeweils mit zwei Embryonen trächtig. Im Frühling, wenn die Jungen geboren werden, trennen sich die Männchen von den Weibchen und begeben sich in das südlichere Verbreitungsgebiet. Die Jungen werden von den Weibchen in sogenannten Mutterkolonien von 25 bis 950 Individuen geboren und aufgezogen. Innerhalb dieser Mutterkolonien säugen die Weibchen auch Jungtiere, die nicht näher mit ihnen verwandt sind. Die genaue Zeit der Niederkunft variiert geographisch, wobei Weibchen in Alabama, Florida und Louisiana zwischen Mitte Mai und Mitte Juni gebären, während die Geburt im nördlicheren Verbreitungsgebiet im Juni und frühen Juli stattfindet. Die Jungtiere hängen sich sofort nach der Geburt an die Zitze der Mutter. Sie sind zunächst pink und haarlos, die Augen sind geschlossen. Das Fell beginnt in einem Alter von fünf Tagen zu wachsen, die Augen öffnen sich bereits 12 bis 30 Stunden nach der Geburt. Nach 20 Tagen beginnen die Jungtiere erste Flugversuche.

## Verbreitung und Lebensraum
Der Schwarzschulter-Abendsegler kommt in den Vereinigten Staaten von der Ostküste bis Nebraska, Kansas, Oklahoma und Texas, sowie im Nordosten Mexikos vor. Die Art wird von der IUCN dank der weiten Verbreitung als ungefährdet eingestuft.